# 広郷駅

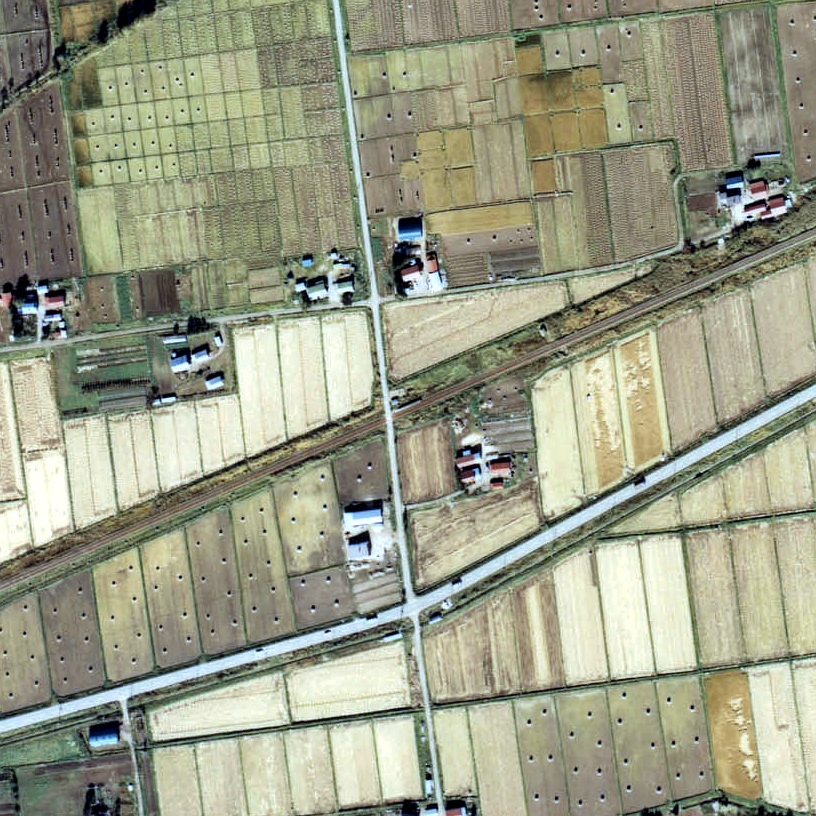
1977年、国鉄池北線時代の広郷駅と周囲500 m範囲。右が北見方面。仮乗降場スタイルの簡易型ホームで、池田側に西十四号の踏切があり、側に物置き状の待合室が見える。

広郷駅（ひろさとえき）は、北海道北見市広郷にあった北海道ちほく高原鉄道ふるさと銀河線の駅（廃駅）である。国鉄・JR北海道池北線時代の電報略号はヒサ。事務管理コードは▲120509。

## 歴史

### 年表
- 1955年（昭和30年）9月：日本国有鉄道網走本線の広郷仮乗降場（局設定）として設置[1]。
- 1959年（昭和34年）11月1日：駅に昇格[1][3]。旅客のみ取扱い。
- 1961年（昭和36年）4月1日：網走本線のうち、池田 - 北見間を池北線に改称。同線所属となる。
- 1987年（昭和62年）4月1日：国鉄分割民営化により北海道旅客鉄道に継承[1]。
- 1989年（平成元年）6月4日：北海道ちほく高原鉄道に転換[1]。
- 2006年（平成18年）4月21日：ふるさと銀河線廃線により廃止。

### 駅名の由来
地名より。

## 駅構造
単式ホーム1面1線を有する地上駅。無人駅であった。

## 駅周辺
田畑と農家住宅が点在する。
- 北海道道50号北見置戸線
- 常呂川
- 北海道北見バス「上常呂14号線」停留所

## 隣の駅
北海道ちほく高原鉄道
ふるさと銀河線
日ノ出駅 - 広郷駅 - 上常呂駅